# Eparchia di Kazan'

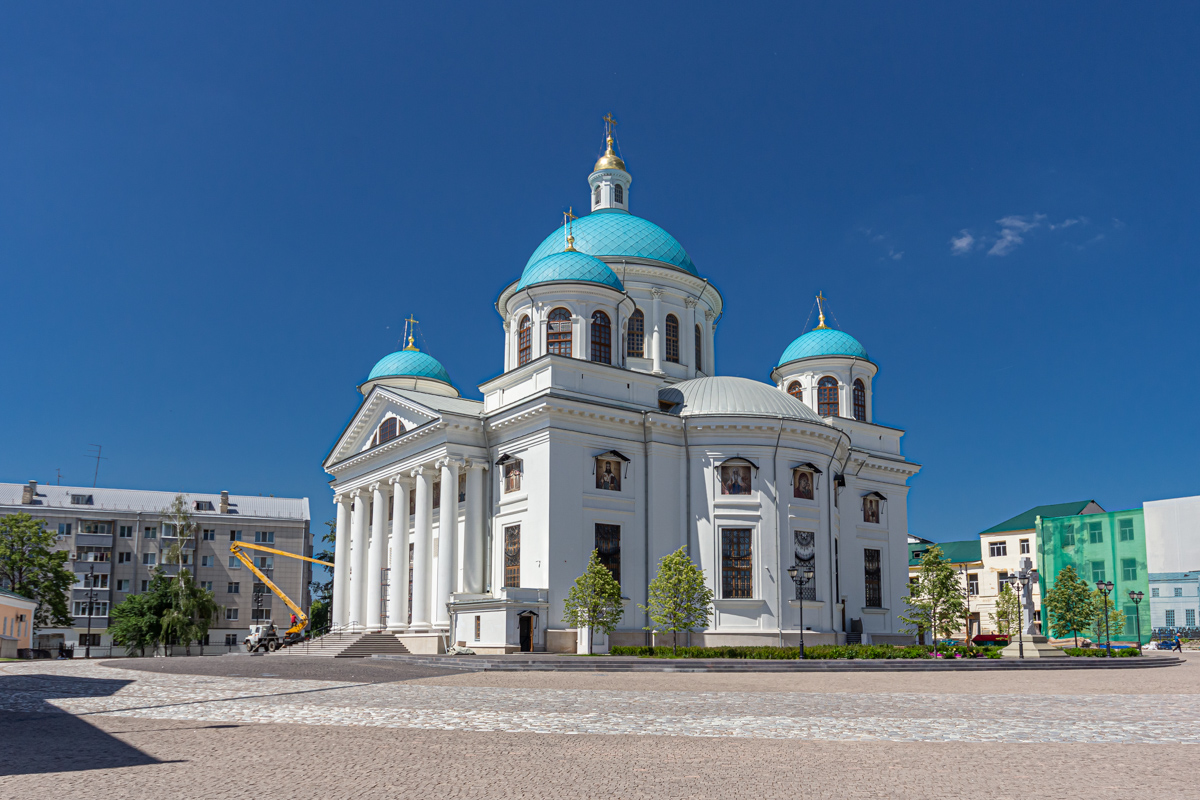
La cattedrale della Madonna di Kazan' di Kazan'.

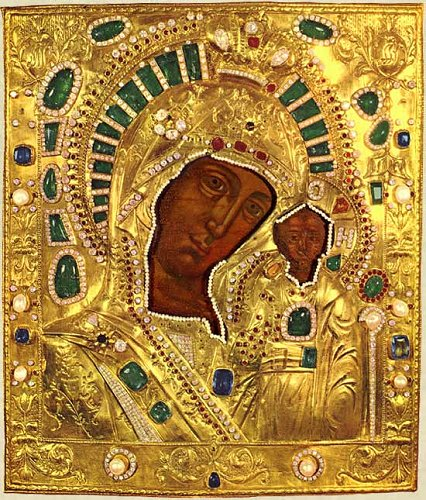
Immagine della Madonna di Kazan'.

L'eparchia di Kazan' (in russo Казанская епархия?) è una diocesi della Chiesa ortodossa russa, appartenente alla metropolia del Tatarstan.

## Territorio
L'eparchia comprende la città di Kazan', e i rajon Apastovskij, Arskij, Atninskij, Baltasinskij, Buinskij, Verchneuslonskij, Vysokogorskij, Drožžanovskij, Zelenodol'skij, Kajbicskij, Kamsko-Ust'inskij, Kukmorskij, Laiševskij, Mamadyšskij, Pestrečinskij, Rybno-Slobodskij, Sabinskij, Tetjušskij e Tjuljačinskij nella repubblica del Tatarstan.
Sede eparchiale è la città di Kazan', dove si trova la cattedrale della Madonna di Kazan'.
L'eparca ha il titolo ufficiale di «metropolita di Kazan' e Tatarstan».

## Storia
L'eparchia è stata eretta il 3 aprile 1555 e inizialmente comprendeva il Khanato di Kazan'. In seguito, nel XVI e XVII secolo al suo territorio furono aggiunte tutte le terre orientali, compresa la Siberia.
Dal suo immenso territorio furono nel tempo scorporate diverse nuove eparchie russe: Astrachan' nel 1602, Tobol'sk nel 1620, Vjatka nel 1657, Simbirsk nel 1832, Čeboksary nel 1945, Joškar-Ola nel 1993.
Il 6 giugno 2012, per decisione del Santo Sinodo della Chiesa ortodossa russa, fu eretta la metropolia del Tatarstan e contestualmente l'eparchia di Kazan' fu nuovamente divisa, con la nascita delle eparchie di Al'met'evsk e di Čistopol'.
Il 25 luglio 2024 ha ceduto un'ulteriore porzione di territorio a vantaggio dell'erezione dell'eparchia di Naberežnye Čelny.